# Kazimierz Wojciechowski (fizyk)
Kazimierz Franciszek Wojciechowski (ur. 1931 w Zegrzach, zm. 2000 we Wrocławiu) – polski fizyk.

## Życiorys
Urodzony w 1931 r. w Zegrzach. Studia w zakresie fizyki ukończył w 1955 r., a sześć lat później obronił pracę doktorską, w 1969 r. habilitował się, a tytuł profesora otrzymał w 1989 r. Na Uniwersytecie Wrocławskim pracował od 1953 r. w Katedrze Fizyki Doświadczalnej, a od 1969 r. w Instytucie Fizyki Doświadczalnej. Od 1973 do 1984 r. był kierownikiem Zakładu Teorii Powierzchni Metali IFD UWr, a następnie do 2000 r. Zakładu Adsorpcji IFD UWr. Współtworzył i od 1969 do 1989 r. kierował Studium Doktoranckim Fizyki na UWr. Promotor czterech doktorów, w tym dwóch habilitowanych.
Członek Polskiego Towarzystwa Fizycznego i przewodniczący jego wrocławskiego oddziału w latach 1978–1980 oraz członek zarządu Sekcji Fizyki Powierzchni Europejskiego Towarzystwa Fizycznego (1980–1983). Był inicjatorem badań teoretycznych fizyki powierzchni metali w Polsce. Autor ok. 120 publikacji i dwóch książek.
Zmarł w 2000 r. we Wrocławiu i został pochowany na Cmentarzu Osobowickim we Wrocławiu.

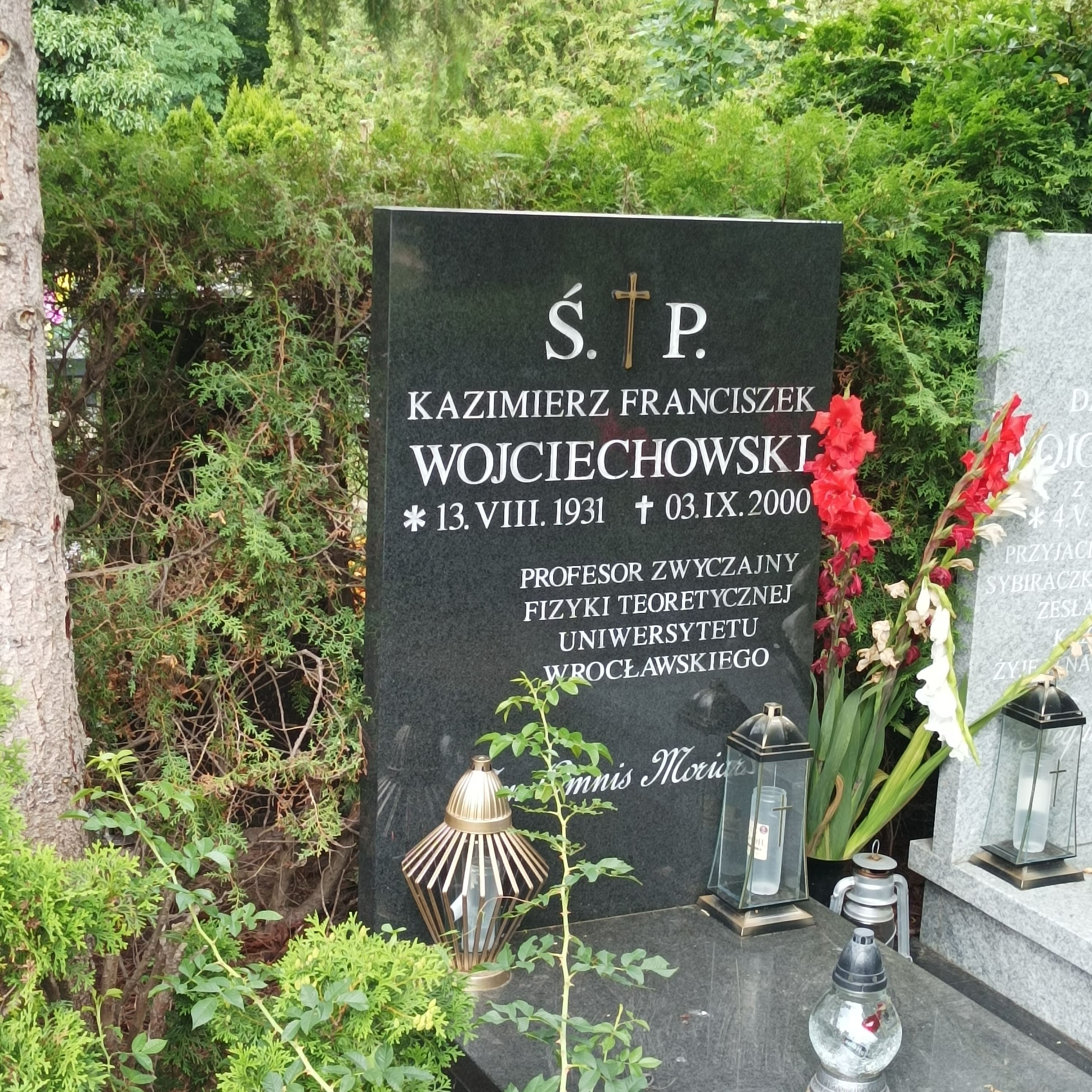
Grób prof. Kazimierza Wojciechowskiego na Cmentarzu Osobowickim we Wrocławiu

## Ordery i odznaczenia
- Krzyż Oficerski Orderu Odrodzenia Polski[1]
- Krzyż Kawalerski Orderu Odrodzenia Polski[1]
- Złoty Krzyż Zasługi[1]